# Frederik Watz
Frederik Watz (Linköping, 1976. szeptember 9. –) svéd motorversenyző, legutóbb a MotoGP negyedliteres géposztályában versenyzett.
A sorozatban 2003-ban mutatkozott be, majd 2005-ig minden évben elindult legalább egy versenyen, szabadkártyásként. Ezt követően három év szünet következett, legközelebb a 2008-as Holland TT-n indult.